# Geoffrey Kirk
Pour les articles homonymes, voir Kirk.
Geoffrey Stephen Kirk, né le 3 décembre 1921 à Nottingham et mort le 10 mars 2003 à Cambridge, est un spécialiste britannique des lettres classiques. 35e professeur Regius de grec à l'université de Cambridge, il publie de nombreux ouvrages sur la philosophie présocratique et l'œuvre du poète grec Homère, aboutissant à un commentaire philologique en six volumes sur l'Iliade publié entre 1985 et 1993.
Né dans une famille de la classe moyenne, il commence à étudier les lettres classiques au Clare College de Cambridge mais s'engage dans la  Royal Navy pendant la Seconde Guerre mondiale. Envoyé en mer Égée au sein de la flottille des goélettes du Levant, il se distingue par sa maîtrise du grec moderne. Son service, pour lequel il reçoit la Distinguished Service Cross, sera à l'origine de ses mémoires publiés en 1997 et intitulés Towards The Aegean Sea.
Geoffrey Kirk commence sa carrière en tant que conférencier et membre du Trinity Hall de Cambridge dans les années 1950. Il occupe également  des postes de professeur aux universités de Yale et de Bristol. En 1974, après avoir acquis une réputation d'helléniste de premier plan grâce à la publication de sa première étude majeure ( Heraclitus : the Cosmic Fragments, 1954), il succède à Denys Page en tant que professeur Regius de grec à Cambridge. Après sa retraite en 1983, il se consacre à son commentaire sur l'Iliade mais commence à souffrir d'une maladie dépressive.

## Biographie

### Jeunesse
Geoffrey Stephen Kirk naît le 3 décembre 1921 au 11 Park Terrace à Nottingham. Il est le plus jeune enfant et fils unique de ses parents. Son père, Frederic Kirk, est administrateur éducatif à Northampton Polytechnic et vétéran de la Première Guerre mondiale. Sa mère est Enid Hilda, née Pentecost (1893-2002). Après avoir passé une partie de son enfance à Radlett dans le Hertfordshire, il suit des études privées à l'école Rossall dans le Lancashire. En 1939, il obtient une bourse pour étudier les humanités classiques au Clare College de Cambridge.

### Service militaire et retour à Cambridge
En 1941, après seulement un an d'études à l'université de Cambridge, Geoffrey Kirk se porte volontaire pour rejoindre la Royal Naval Volunteer Reserve. Il sert dans la flottille de goélettes du Levant, une organisation navale Alliée opérant dans la mer Égée. Il parvient à commander un caïque, l'un des bateaux de pêche égéens utilisés par les Alliés pour organiser les débarquements sur la côte grecque. Ayant appris un peu de grec moderne, il se distingue par ses communications avec les forces de résistance grecques et reçoit la Distinguished Service Cross en août 1945,. Plus tard dans sa vie, en réfléchissant aux événements de son service en temps de guerre, il écrira ses mémoires, publiés en 1997, et intitulés Towards The Aegean Sea.
Après la fin de la Seconde Guerre mondiale, Geoffrey Kirk retourne à Cambridge pour reprendre ses études en vue du Classical Tripos. Il est surtout influencé par son tuteur au Clare College, l'historien de la Grèce antique N. G. L. Hammond, et par l'helléniste Harry Sandbach. En 1946, il obtient un Bachelor of Arts de première classe.

### Carrière

#### Débuts à Trinity Hall
Le premier poste universitaire de Geoffrey Kirk est une bourse de recherche à Trinity Hall, Cambridge. Cependant, il passe la plupart de son temps loin du college. Un passage à la British School d'Athènes  (1947-1948) est suivi d'une période en tant que membre du Fonds du Commonwealth à l'Université de Harvard, de 1949 à 1950. En 1950 il épousé l'artiste Barbara Traill, avec qui il a une fille.
Il occupe ensuite un poste permanent à Cambridge. Travaillant comme maître de conférences adjoint en littérature grecque ancienne, il est élu membre du Trinity Hall. Fait inhabituel pour son époque, Geoffrey Kirk obtient une série de promotions au cours de sa première décennie en tant qu'universitaire titulaire : il est nommé university lecturer en 1952 et reader en 1961. Les années 1950 et 1960 sont marquées par la publication de plusieurs monographies qui contribuent à asseoir sa réputation internationale en tant que spécialiste de la Grèce archaïque : il édite les extraits du philosophe Héraclite (1954), rédige une étude sur les poèmes d'Homère (1962) et, avec John Raven, co-édite un volume sur la philosophie présocratique (1958). Il est élu Membre de la British Academy en 1959 à seulement trente-huit ans.

#### Professeur aux États-Unis et en Angleterre
(mai 2022).
En 1965, Geoffrey Kirk retourne aux États-Unis et devient professeur de lettres classiques à l'université Yale. Il occupe ce poste jusqu'en 1970.
Après avoir passé cinq ans en Amérique du Nord, il retourne au Royaume-Uni lorsqu'on lui propose la chaire de grec à l'université de Bristol en 1971. Cependant, son mandat ne dure pas longtemps : en 1973, Denys Page prend sa retraite de la Regius Chair of Greek à Cambridge. L'année suivante, il est élu pour succéder à Denys Page et devient le 35e titulaire de la chaire.
En 1975, alors qu'il est professeur Regius, son mariage avec sa femme est rompu. Il épouse ensuite Kirsten Ricks, l'ex-épouse du critique littéraire Christopher Ricks, en septembre de la même année. Bien que le couple n'ait pas eu d'enfants, il a quatre beaux-enfants du premier mariage de Kirsten.

### Retraite et décès
Geoffrey Kirk prend sa retraite de ses fonctions d'enseignant en 1982. Continuant pendant un certain temps à vivre dans leur maison à Woodbridge, Suffolk, lui et sa femme déménagent ensuite à Bath et s'installent finalement à Fittleworth, West Sussex. Il consacre une grande partie de sa retraite à la rédaction d'un commentaire à grande échelle de l'Iliade d' Homère. Destiné à être le couronnement de sa carrière universitaire, le livre est publié en six volumes entre 1985 et 1993. S'il est le seul auteur des deux premiers volumes, les autres sont publiés en collaboration avec ses collègues de lettres classiques Mark W. Edwards, Richard Janko , Nicholas Richardson et John B. Hainsworth.
Pendant sa retraite, il souffre de plus en plus de dépression, menant à une vie "stressante et instable" . Il meurt d'une insuffisance cardiaque en mars 2003 dans une maison de retraite à Rake, West Sussex. Il laisse dans le deuil sa deuxième épouse Kirsten, sa fille et quatre beaux-enfants .

## Héritage
La réputation de Geoffrey Kirk en tant qu'érudit classique reposait initialement sur ses travaux sur la philosophie présocratique. Son premier livre (Heraclitus: the Cosmic Fragments, 1954) a été bien accueilli parmi la communauté des savants. Gregory Vlastos, un interprète de premier plan de Platon, a fait remarquer que cela "oblige[ait] à reconsidérer de nombreuses choses que l'on tenait auparavant pour acquises". Co-écrit avec John Raven, son livre de 1959 The Presocratic Philosophers est devenu, selon les mots de l'helléniste Hugh Lloyd-Jones, "un substitut inestimable" aux traitements antérieurs du sujet.
À partir de 1960 environ, ses recherches se concentrent sur les épopées homériques. Dans ce domaine, il subit l'influence de son prédécesseur à Cambridge, Denys Page, qui avait soutenu que les poèmes étaient le produit d'une tradition orale de la poésie. L'ouvrage de Geoffrey Kirk Songs of Homer (1962) a présenté une expression plus nuancée des vues de Page et a traité de la transition des poèmes de la forme orale à la forme écrite. Le commentaire complet sur l' Iliade publié à sa retraite a été salué par The Guardian comme "cohérent [...] et d'une grande portée interprétative". Cependant, Lloyd-Jones lui a reproché d'adhérer aux théories oralistes, qui étaient devenues obsolètes au moment de la publication du commentaire.

## Sélection de publications
- (en) Heraclitus, Heraclitus: the Cosmic Fragments, Cambridge, 1954 (ISBN 978-0-521-13667-9)[13]
- (en) The Presocratic Philosophers (edited with John Raven), Cambridge, 1959 (ISBN 978-0-521-27455-5)[13]
- (en) G. S. Kirk, The Songs of Homer, Cambridge, 1962 (ISBN 978-0-521-05890-2)[13]
- (en) Euripides, Bacchae, New York, 1970 (ISBN 978-0-13-055285-3)[13]
- (en) The nature of greek myths, 1974[13].
- (en) Geoffrey Stephen Kirk, Myth: Its Meaning and Functions in Ancient and Other Cultures, Cambridge, 1973 (ISBN 978-0-521-09802-1)
- (en) Homer and the oral tradition, 1977[13]
- (en) The Iliad: a Commentary (ed. 6 vol.), Cambridge, 1985–1993 (ISBN 978-0-521-28171-3)[13]